# 商务周刊
《商务周刊》是一份创办于2000年的新闻性商业周刊（杂志），总部位于中国福建省厦门市，目标读者群是商业人士和政府官员，其口号为“做中国最杰出的新闻性商业媒体”。

## 主要版块
- 封面故事：主要关注企业的变局和重大的经济事件
- 社论：阐明对经济社会主流或者热点问题的态度
- 动向：经济、政治等方面的深入解析
- 权威机构分析：由权威机构撰稿，分析中国宏观经济、行业、资本市场新变化
- 主笔观察：双周热点、公司主要事件的解读

## 传播手段
- 定向赠阅：定期向有影响力的企业公司的高层管理人员以及政府官员、著名学者赠阅。
- 摆放赠阅：针对商务人群集中的场所，比如高档会所、酒店、摆放赠阅
- 写字楼直投、巡展：委托专业派送机构，在写字楼，有选择地对上万家公司做直投
- 展会、会议推广：作为重要活动和会议的合作方或指定媒体进行推广

## 停刊事件
2010年5月4日，该杂志社接到中国新闻出版主管部门的文件通知，通知指出该刊第220期报道国家电力公司的《国网帝国》一文，“违反宣传纪律和期刊出版管理规定，将内参内容公开化，造成负面影响”，且“多处内容与事实严重不符，使相关单位合法权益受到伤害”，因此勒令停刊一个月，处罚自2010年4月30日开始。